# 천안 광덕사 대웅전
광덕사 대웅전(廣德寺 大雄殿)은 대한민국 충청남도 천안시 광덕면, 광덕사에 있는 대웅전이다. 1984년 5월 17일 대한민국의 충청남도 제246호로 지정되었다.
광덕사는 832년(신라 흥덕왕 7년) 진산 화상에 의해서 처음 세워진 사찰로 전해진다. 대웅전은 불교의 창시자인 석가여래를 주불로 오른쪽에는 아미타여래를 왼쪽에는 약사여래를 모신 전각이다. 현재의 광덕사 대웅전은 1872년(고종 9년)에 중건하였던 것을 1983년에 해체하고 전의 모습대로 재현한 것이다. 해체시 발견된 대형 주춧돌이 통일신라의 양식이어서 광덕사의 창건시기를 알 수 있게 한다.
전면 5칸 측면 3칸의 맛배지붕으로 된 다포계통식 건물이다. 잘 다듬어진 길다란 받침돌로 만든 기단 위에 기둥자리를 조각한 주춧돌을 놓고 둥근 기둥을 세웠는데 측면 중앙기둥만 사각기둥이다.

## 같이 보기
- 광덕사

## 참고 문헌
- 《문화유적총람》사찰편, 충청남도, 1990년
- 《충남지역의 문화유적》7집, 백제문화개발연구원, 1993년
- 《천안시사》, 천안시, 1997년
- 《충청남도지정문화재해설집》, 충청남도, 2001년

## 참고 자료
- 천안 광덕사 대웅전 - 국가유산청 국가유산포털